# Port lotniczy Tacheng
Port lotniczy Tacheng (IATA: TCG, ICAO: ZWTC) – port lotniczy położony w Tacheng, w regionie autonomicznym Sinciang, w Chińskiej Republice Ludowej.

## Linie lotnicze i połączenia
| Linia Lotnicza          | Kierunek                                                                                            |
| ----------------------- | --------------------------------------------------------------------------------------------------- |
| Chengdu Airlines        | 1. Aksu 2. Altay 3. Chengdu-Tianfu 4. Fuzhou 5. Karamay 6. Kaszgar 7. Turfan 8. Yining 9. Zhengzhou |
| China Express Airlines  | 1. Aksu 2. Korla 3. Yining 4. Zhaosu                                                                |
| China Southern Airlines | 1. Shenyang 2. Shihezi 3. Urumczi                                                                   |
| Tianjin Airlines        | 1. Urumczi 2. Xi’an                                                                                 |